# Атенеум (британский журнал)
«Атене́ум» («Атене́й») — английский литературный и художественно-критический журнал, основанный Джеймсом Бакингемом и издававшийся в Лондоне с 1828 по 1921 годы.
Первый номер появился в свет 2 января 1828 года, под заглавием «The Athenaeum of London, literary and critical Journal, edited by J. S. Buckingham». 30 июля того же 1828 года журнал вышел под новым заглавием: «The Athenaeum and London literary chronicle». Заглавие менялось на 115 книжке и на 137 (1830). С 1 января 1870 года журнал стал выходить еженедельно по субботам, ин-кварто, по 32 страницы, по 3 столбца на каждой, под заглавием: «The Athenaeum, journal of English and foreign literature, science, the fine arts, Music and the Drama». Его издателями последовательно были: Стерлинг, Морис, Стеббинг, Дильк, Херви, Уильям Хепворт Диксон, Норман Макколл (1871—1900), Вернон Рендолл (1901—1916), Артур Гринвуд (1916—1919) и Джон Мерри (1919—1921).
Направление и цель журнала были ясно высказаны Бакингемом в программе издания, помещенной в первом номере журнала: его создание было вызвано желанием поднять литературный вкус у английской публики, который, по мнению Бакингема, сильно пал из-за избытка легкой литературы, плохо отделанной вследствие недостаточно серьёзного отношения авторов к своим произведениям. Журнал обещал сохранить для потомства все выдающееся в литературной и научной жизни Англии (философия, история, поэзия и т. д.), и это обещание аккуратно исполнялось всё время его существования. Сочинения по литературе, философии, богословию и искусствам находили в журнале широкую и серьёзную оценку. В эти обзоры, кроме английской литературы, включались американская и общеевропейская. Журнал уделял почётное место критике литературных произведений Франции и Германии, помещая нередко статьи и о России. На страницы журнала не допускалась политика, исключение делалось только для критики выдающихся произведений политической литературы. Критика «Атенеума» отличалась беспристрастностью и высоко ценилась в Англии, в чём журнал получал преимущество перед другими журналами, даже многотиражными, особенно в области искусств, музыки и театра.
В период расцвета журнала каждый номер открывался рядом статей о наиболее важных сочинениях, изданных в Великобритании и за границей. Иногда этим статьям предшествовали статьи литературно-философского содержания, помещаемые самой редакцией. В отделе, озаглавленном «Novel of the week», помещалась критика выдающихся романов английской и иностранной литературы; в отделе «Our library table» помещались краткие обозрения и список лучших книг, вышедших за неделю. Несколько страниц занимала литературная корреспонденция. В журнале помещались сведения об известных коллекциях, их продаже и отчеты литературных обществ. Под заглавием «Scientific gossip» помещались статьи научного содержания, «The fine arts» — статьи по искусствам, отдел «The fine art gossip» дополнял предыдущий. В «Musical gossip» помещались музыкальное обозрение. Театру был посвящён отдел «The Drama», его дополняет «Dramatic gossip». В последней книжке года всегда помещался ряд статей — годовое обозрение иностранных литератур, принадлежавшее перу знаменитых писателей. Критические статьи, принадлежащие редакции, помещались без подписи, статьи корреспондентов обязательно подписывались. На страницах журнала находили место литературные мнения всех направлений и оттенков.
Среди авторов журнала были известные литераторы: Олдос Хаксли, Роберт Грейвс, Вирджиния Вулф, Т. С. Элиот, Томас Харди, Эдит Луиза Ситуэлл, Кэтрин Мэнсфилд, Макс Бирбом и «Слепая поэтесса Ольстера».
В 1921 году в связи с падением тиража «Атенеум» влился в журнал «Нейшн» (Nation), получив название The Nation and Athenaeum и вскоре перейдя в собственность группы экономиста Джона Мейнарда Кейнса. В 1931 году это издание было объединено с левым журналом New Statesman.